# Kitscoty
Kitscoty is een plaats (village) in de Canadese provincie Alberta en telt 709 inwoners (2006).

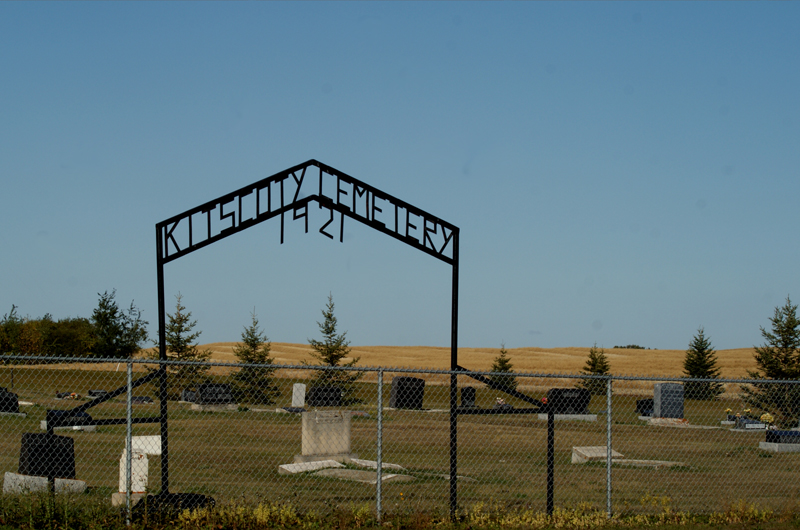
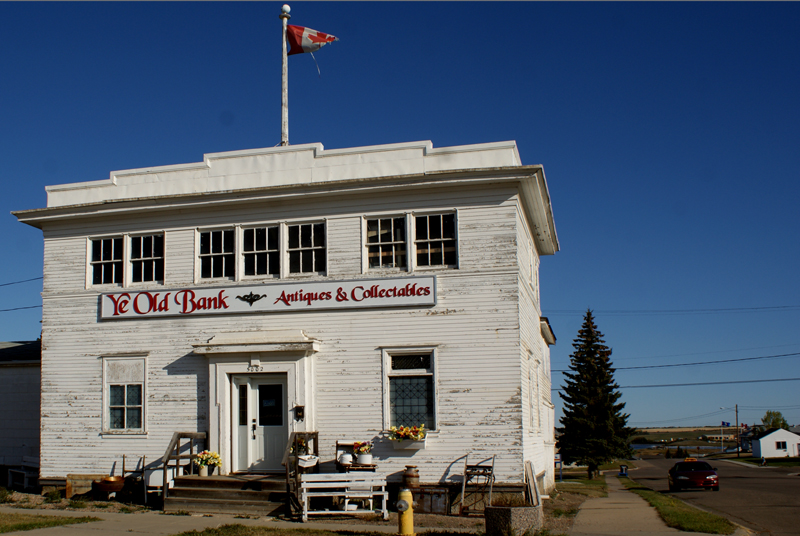
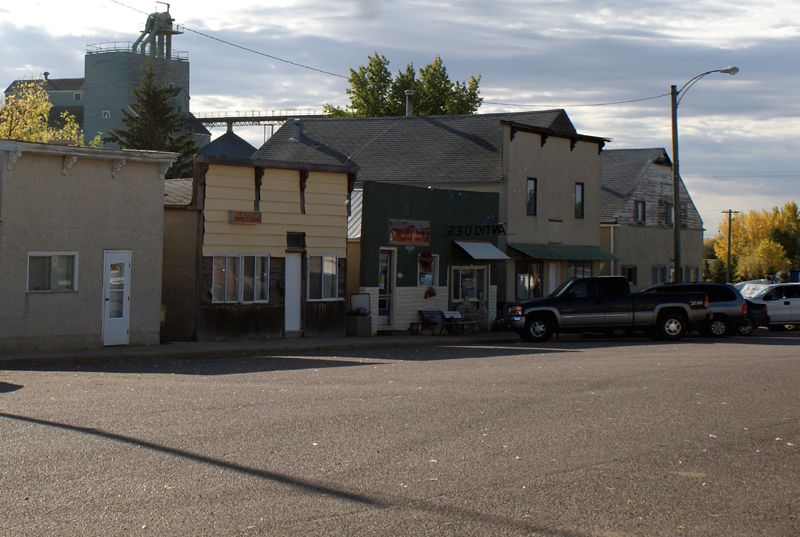